# Сырокомля, Владислав
Лю́двик Влади́слав Франци́шек Кондрато́вич (пол. Ludwik Władysław Franciszek Kondratowicz, бел. Людвік Уладзіслаў Францішак Кандратовіч, более известный как Владислав Сыроко́мля, пол. Władysław Syrokomla, бел. Уладзіслаў Сыракомля; 17 (29) сентября 1823, фольварк Смольгов, Бобруйский уезд, Минская губерния — 3 (15) сентября 1862, Вильна) — белорусско-польский поэт, краевед, историк литературы, переводчик.

## Биография

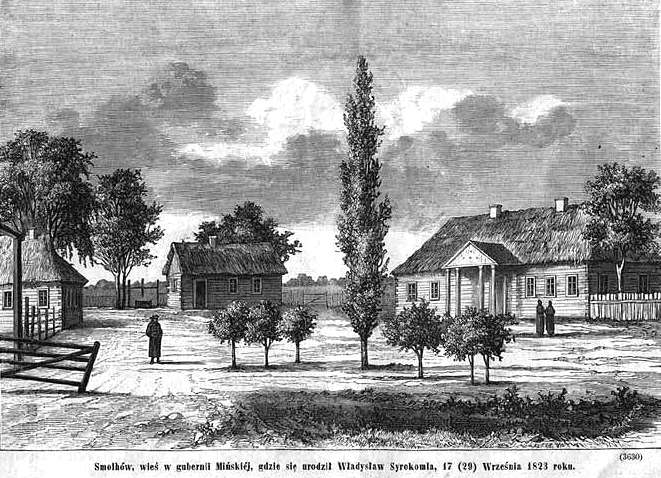
Смольгов. Усадьба, в которой родился поэт

Родился в небогатой шляхетской семье рода Кондратовичей герба «Сырокомля», занимавшейся сельским хозяйством в арендуемых фольварках. Учился в Несвиже и Новогрудке. Служил в управлении радзивилловскими имениями в Несвиже. В 1844 году женился на Паулине Митрошевской и оставил службу. В 1844—1853 годах арендовал фольварк в Залучье, с 1853 года — в Борейковщине под Вильной, занимаясь сельским хозяйством и литературным трудом.
Подолгу жил в Вильне с 1852 года. Его квартира на Немецкой улице стала популярным литературным салоном, где бывали поэт Антоний Эдвард Одынец, историк Миколай Малиновский, краевед и коллекционер Евстахий Тышкевич, музыкант и композитор Станислав Монюшко. Состоял членом-сотрудником созданной по инициативе графа Тышкевича Виленской археологической комиссии. В 1860—1862 годах был постоянным сотрудником газеты Адама Киркора «Виленский вестник». В 1856—1858 годах, 1861 году выезжал в Варшаву и Краков. Состоял под негласным надзором властей. Участие в национально-патриотических манифестациях вызвало арест и затем принудительное поселение под надзором в Борейковщине.

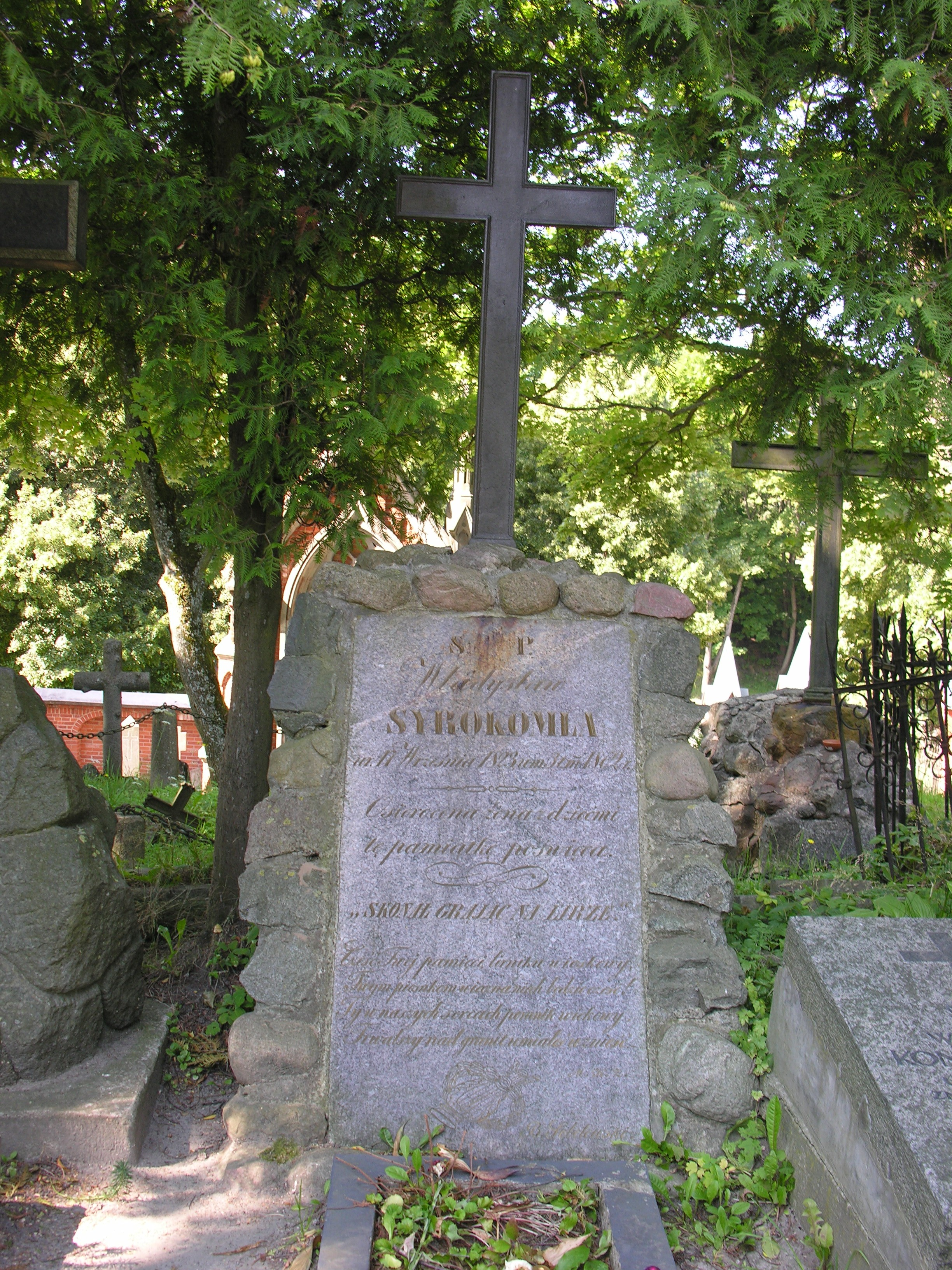
Могила Сырокомли

В начале 1862 года из-за болезни ему было позволено вернуться в Вильну, где он и умер в доме по нынешней улице Барбары Радзивилл (Barboros Radvilaitės g. 3). Похороны с участием, по разным сведениям, от 6 до 20 тысяч человек, превратились во внушительную национально-патриотическую антиправительственную манифестацию.
Николай Лесков, побывавший в Вильне вскоре после похорон Сырокомли, писал, что на погребении «была почти вся Вильна», и оценивал поэта таким образом:

Сырокомлю знают, не только в Литве и Польше, но и вообще, во всех славянских землях, и где его знали, там его любили за его симпатический талант и неуклонно честное направление. Он никогда не искал ничьих милостей, и очень мало заботился, или, лучше сказать, совсем не заботился о своей репутации. Он не обладал искусством маскироваться, и не умел скрывать своих слабостей, которые, впрочем, не приносили никакого вреда никому, кроме самого покойного, много и много пострадавшего в своей жизни. Сколько я могу судить по слышимым теперь рассказам о Сырокомле, у него было очень много общего в характере и нраве с покойным Тарасом Григорьевичем Шевченком, но положение его в Вильне было гораздо тяжелее положения Шевченки в Петербурге.

Похоронен на кладбище Расу в Вильне. Долгие годы могилу Сырокомли отмечал только высокий сосновый крест, пока стараниями вдовы и детей не появился надгробный памятник с железным крестом и гранитной плитой с надписью на польском языке — цитатой из его стихотворения.

## Литературная деятельность

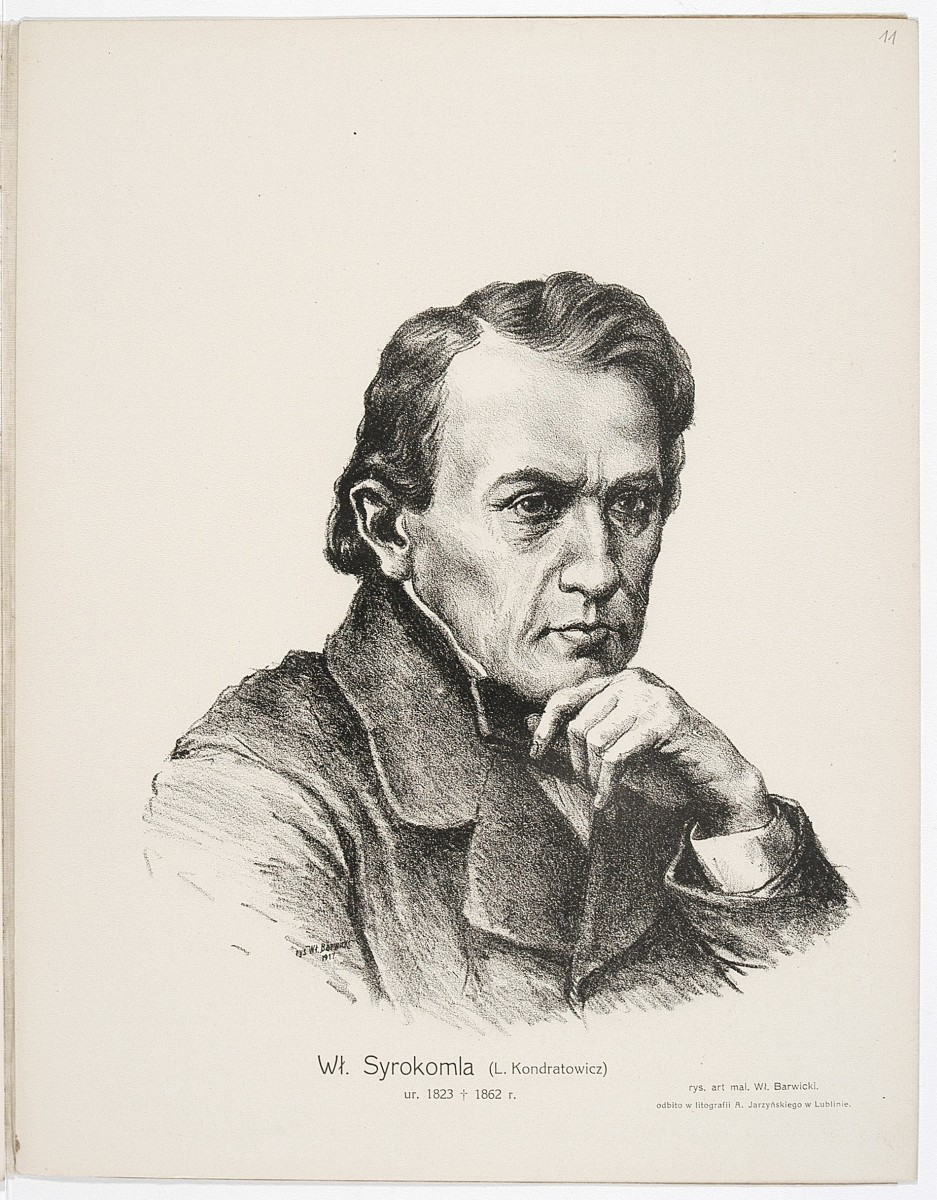
В. Барвицкий. Портрет Сырокомли.

В печати дебютировал балладой «Почтальон» в виленском журнале Юзефа Крашевского „Atheneum“ (1844). В русском переводе Леонида Трефолева она стала популярной русской народной песней «Когда я на почте служил ямщиком…». В 1851—1851 годах издал свои переводы на польский язык польских поэтов, писавших в эпоху барокко на латинском языке.
С 1853 года издавал небольшие по объёму сборники «гавенд» (пол. gawęda) — разновидности стихотворных баллад, имитирующих бесхитростный рассказ человека из народа. Другой культивируемый Сырокомлей жанр — «образек» (пол. obrazek), то есть «картинка», близкая гавенде по стилистическим средствам, «сценка» из народной жизни. Писал также поэмы о прошлом Литвы от эпохи средневековых войн с крестоносцами («Маргер») до войны 1812 года с Наполеоном. Автор нескольких пьес, ставившихся виленским театром. Из драматических произведений Сырокомли наибольшим успехом пользовалась пьеса «Каспар Карлинский». Автор двухтомной истории литературы в Польше (1851—1852). Издал том стихов Юзефа Баки «Возрождённый Бака» (Вильна, 1855).
Издал несколько книг с краеведческими путевыми очерками — „Wycieczki po Litwie w promieniach od Wilna“ («Прогулки по Литве в радиусе Вильно») в двух томах (1857, 1860), „Dziennik podróży po Litwie i Żmudzi“ («Дневник поездки по Литве и Жмуди»; 1858), „Niemen od źródeł do ujścia“ («Неман от истоков до устья»; 1861).
Из белорусскоязычных произведений сохранились только два: стихотворение «Добрые вести» (1848, 1861, отзыв на «весну народов») и лирическая миниатюра «Уже птицы поют везде».

## Переводческая деятельность
Помимо переводов польско-латинских поэтов, переводил отдельные произведения П.-Ж. Беранже, И. В. Гёте, Г. Гейне, М. Ю. Лермонтова, Н. А. Некрасова, П. В. Кукольника, поэму К. Ф. Рылеева «Войнаровский». Отдельным изданием в Вильне был выпущен «Кобзарь» Т. Г. Шевченко в переводе Сырокомли.

## Важнейшие произведения
- Маргер. Поэма из истории Литвы (Margier, 1855); см. опера Маргер Константина Горского
- Янко-могильщик (Janko Cmentarnik, 1856)
- Ян Демборог (Urodzony Jan Dęboróg; поэма, ориентированная как на образец на поэму «Пан Тадеуш» А. Мицкевича)
- О Заблоцком и мыле.
- Граф Вонторский. Комедия из XVI века.
- Хатка в лесу (Chatka w lesie, 1855—1856; драма)

## Переводы
На русский язык произведения Сырокомли переводили преимущественно поэты демократической ориентации М. Л. Михайлов, В. С. Курочкин, И. В. Фёдоров-Омулевский, Л. Н. Трефолев (в том числе стихи известной песни «Когда я на почте служил ямщиком»), Л. И. Пальмин, а также П. В. Быков, П. А. Козлов, Л. А. Мей.
Среди переводчиков советского времени можно назвать такие имена, как М. М. Замаховская, В. К. Звягинцева, М. А. Зенкевич, Л. Н. Мартынов, М. С. Живов, М. Павлова, С. Г. Мар.
Первыми переводчиками Сырокомли на литовский язык были поэты — певцы деревни Валерийонас Загурскис-Ажукальнис, Микалоюс Годлевскис, Юлюс Анусявичюс. В издававшейся Йонасом Басанавичюсом «Аушре» были опубликованы поэма «Маргер» в литовском переводе ксендза Симонаса Норкуса-Наркявичюса, переводы Пятраса Арминаса-Трупинелиса. На рубеже XIX—XX веков выходили переводы Адомаса Якштаса (Александраса Дамбраускаса), Пранаса Вайчайтиса, Йонаса Мачиса-Кекштаса, Людаса Гиры. В 1936 году был издан новый перевод поэмы «Маргирис» Антанаса Валайтиса. На литовский язык переведены краеведческие очерки Сырокомли.
На белорусский язык переведены избранные произведения В. Сырокомли, а также его краеведческий очерк «Путешествия по моим бывшим околицам: воспоминания, исследования истории и обычаев». В XIX веке Сырокомлю переводит Янка Лучина, в начале XX века — Янка Купала, за ним следуют Ирина Богданович, Владимир Дубовка, Геннадий Киселёв, Олег Лойко, Максим Лужанин, Владимир Мархель, Михась Машара, Евгения Пфляумбаум, Костусь Цвирко и др.

## Издания
- Кондратовичъ, Л. Избранныя стихотворенія Людвига Кондратовича (Владислава Сырокомля). — Москва: В. М. Лавровъ и В. А. Федотовъ, 1879. — Т. 1. — 462 с.
- Людвик Кондратович (В. Сырокомля). Избранные произведения. Перевод с польского. — Москва: Государственное издательство художественной литературы, 1953.

## Память
На двухэтажном доме, в котором умер поэт, над воротами в 1897 году (по другим сведениям в начале XX века) вмурована мемориальная таблица на польском языке: „Tu zakonczył żywot Władysław Syrokomla 3/15 września 1862 r.“ («Здесь закончил жизнь Владислав Сырокомля 3/15 сентября 1862 г.»). Это — единственная в городе такая надпись только на польском языке (остальные в 1939 году были либо сняты, либо заменены на надписи с текстом на литовском языке или на двух языках, литовском и польском). Дом, в котором скончался Сырокомля, включён в Регистр культурных ценностей Литовской Республики, код 10640.
В Костёле Святых Иоаннов у северной стены в 1908 году был открыт памятник Владиславу Сырокомле с бронзовым бюстом по проекту скульптора работы Пиюса Велёнского, выполненного Пятрасом Римшой.
В бывшем небольшом поместье Борейковщина (ныне деревня Барейкишкес в Вильнюсском районе, где в 1853—1861 годах с перерывами жил поэт, в 1973 году (в связи со 150-летием со дня рождения) в сохранившемся доме была открыта мемориальная экспозиция, на здании прикреплена мемориальная доска. В 2011 году поместье реставрировалось, ныне здесь действует музей Владислава Сырокомли. Ежегодно весной в Барейкишкес проводятся поэтические праздники .
Имя В. Сырокомли носят средняя школа и улица в Смольгово, улицы в Минске, Гродно, Несвиже, Новогрудке, Вильнюсе (в Новой Вильне; V. Sirokomlės g.), в деревнях Нямежис и Рукайняй Вильнюсского района. В Варшаве поэту посвящено две улицы: одна — улица Людвика Кондратовича рядом с одноимённой станцией метро — Кондратовича, другая — Владислава Сырокомли.
В 1989 году 19-й средней школе в Вильнюсе (в районе Шнипишкес, польский язык преподавания) присвоено имя Владислава Сырокомли. В 2004 году в связи с 50-летием школы на стене здания школы установлен барельеф поэта (автор — скульптор Яцек Шпак из Радома).
В Костёле Тела Господня в Несвиже в 1902 году установлена мемориальная плита в память 40-летия со дня смерти Владислава Сырокомли.
На Аллее памяти в Старом парке Несвижа, среди известных людей города имеется памятник-бюст поэта.
Памяти Сырокомли посвятили свои стихи белорусские поэты Я. Лучина, А. Плуг, Я. Купала. Его образ выведен в повести А. Мальдиса «Осень посреди весны» (1984).
В метро Варшавы ему посвящена именная станция Кондратовича, открытая 28 сентября 2022 года на 2 линии.

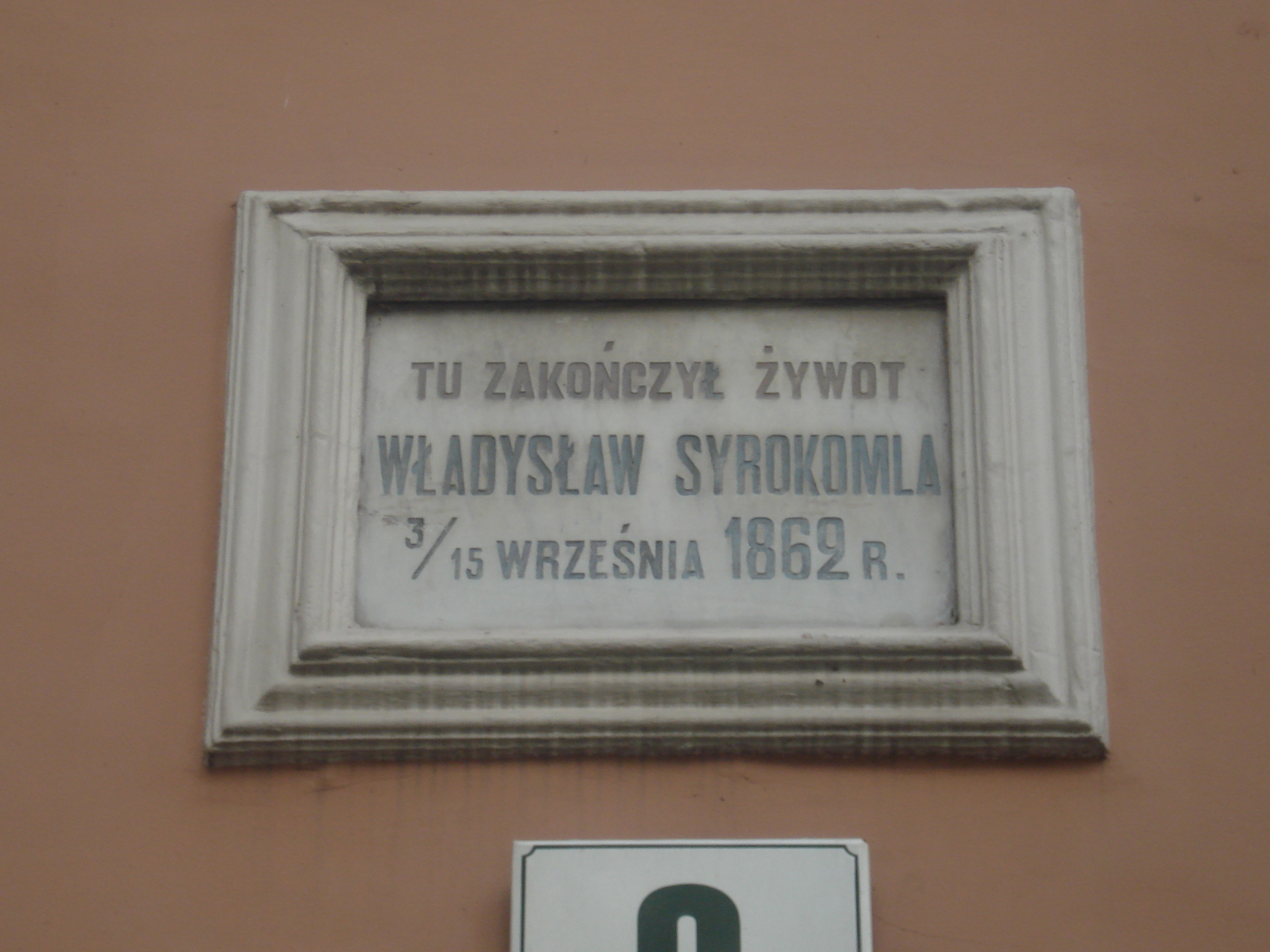
«Здесь закончил жизнь Владислав Сырокомля 3/15 сентября 1862 г.»: памятная табличка на доме в Вильнюсе
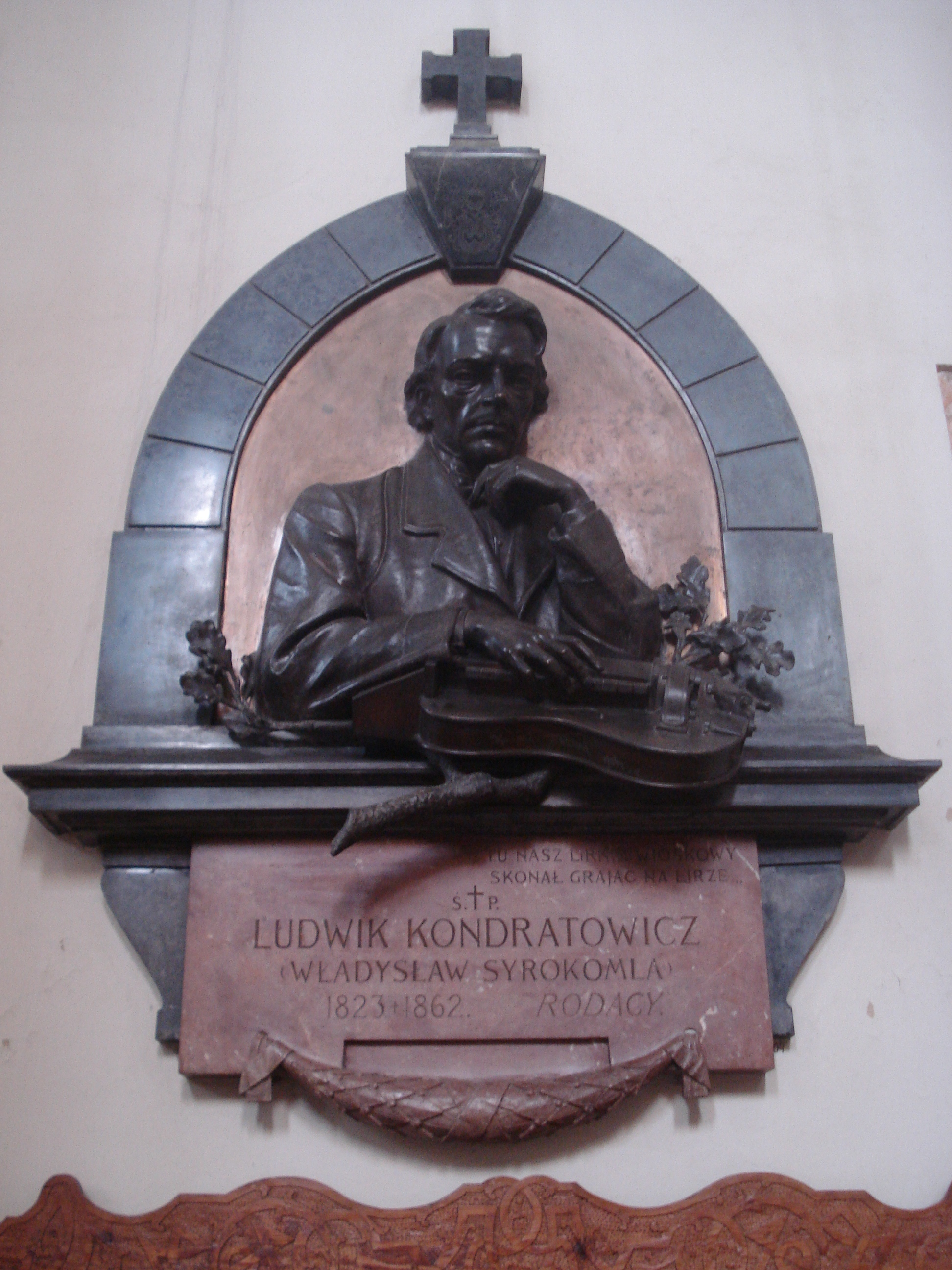
Памятник Владиславу Сырокомле в Костёле Святых Иоаннов в Вильнюсе
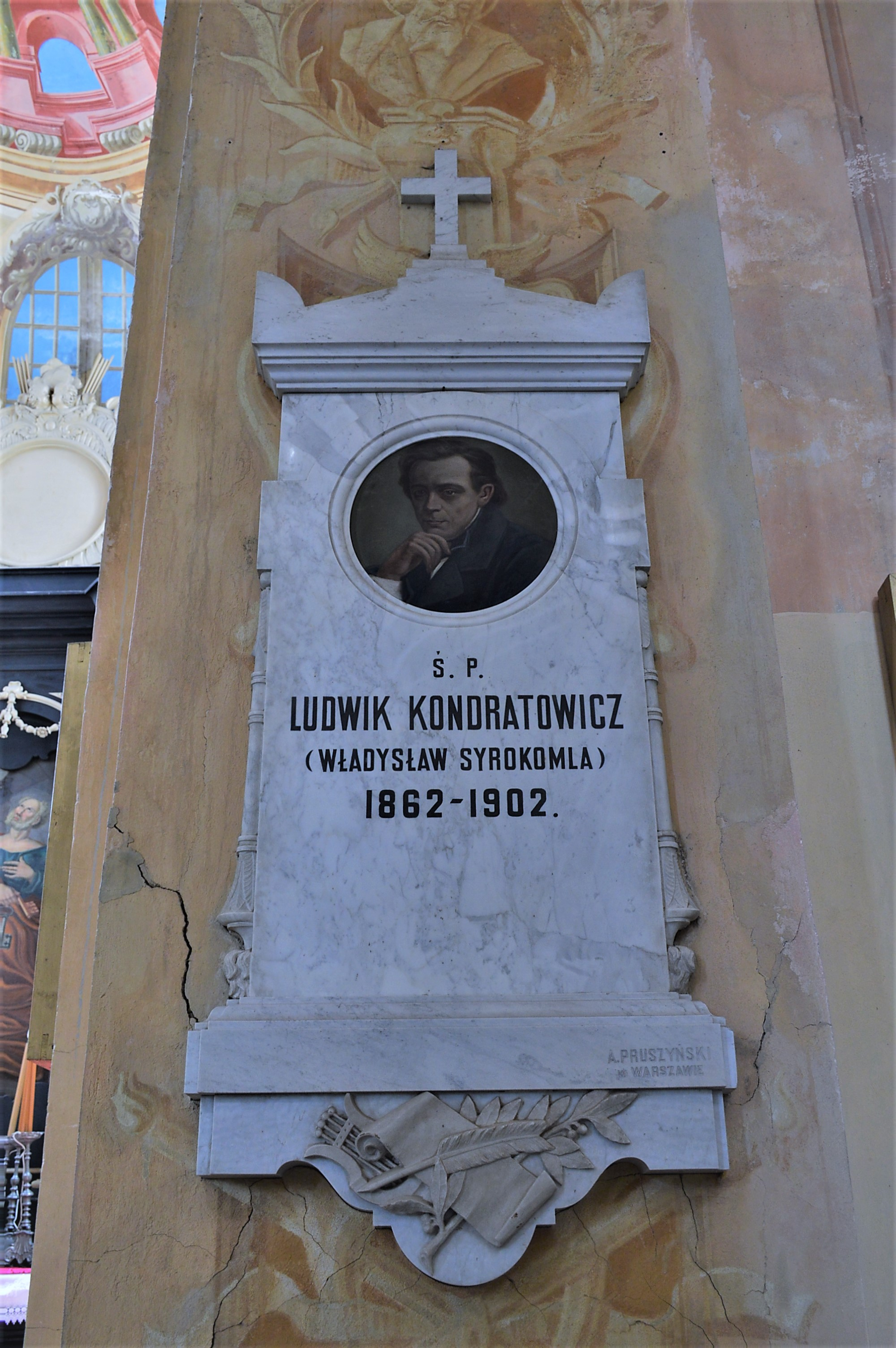
Мемориальная плита в память Владислава Сырокомли в Костёле Тела Господня в Несвиже (установлена к 40-летию со дня его смерти)